# والدنبوخ
شهر والدنبوخ (به آلمانی: Waldenbuch) در ایالت بادن-وورتمبرگ در کشور آلمان واقع شده‌است.